# سيريلاك
سيريلاك هي علامة تجارية من حبوب القمح الفورية التي تقدمها شركة نستله للأغذيه. هذه الحبوب تعد للأطفال الرضع من عمر 6 أشهر فما فوق كمكمل غذائي الى جانب حليب الام "حليب الثدي".